# VIII Reunião Ordinária do Conselho do Mercado Comum
A VIII Reunião Ordinária do Conselho do Mercado Comum ocorreu em agosto de 1995, na cidade de Assunção.

## Participantes
Representando os estados-membros
- Fernando Henrique Cardoso
- Carlos Menem
- Julio Sanguinetti
- Juan Carlos Wasmosy Monti

## Decisões
A reunião produziu oito decisões.